# Origo Gentis Romanae

Origo Gentis Romanae (în limba română Originea națiunii romane) este o scurtă compilație literar-istorică. Ea conține legende despre preistoria și istoria timpurie a poporului roman povestind originile acestuia începând cu Saturn și terminând cu Romulus.
Lucrarea a fost atribuită inițial lui Sextus Aurelius Victor, dar astăzi este considerată cu autor anonim.